# Festival de Cinema de Miami
El Festival Cinema de Miami (en anglès Miami Film Festival), abans Festival Internacional de Cinema de Miami, és un festival de cinema anual celebrat a Miami (Florida) que exhibeix pel·lícules independents estatunidenques i internacionals amb un enfocament especial en les pel·lícules iberoamericanes. El festival de cinema competitiu crida l’atenció internacional i local, amb pel·lícules que es presenten a diversos llocs del centre de la ciutat i inclou funcions, documentals, curtmetratges i retrospectives. La programació es selecciona de manera que inclogui: estrenes tant per cineastes consagrats com per novells, pel·lícules de rellevància social, pel·lícules multidisciplinàries i experimentals i pel·lícules amb músics internacionals. La missió declarada del Festival de Cinema de Miami és unir la comprensió cultural i fomentar el desenvolupament artístic.

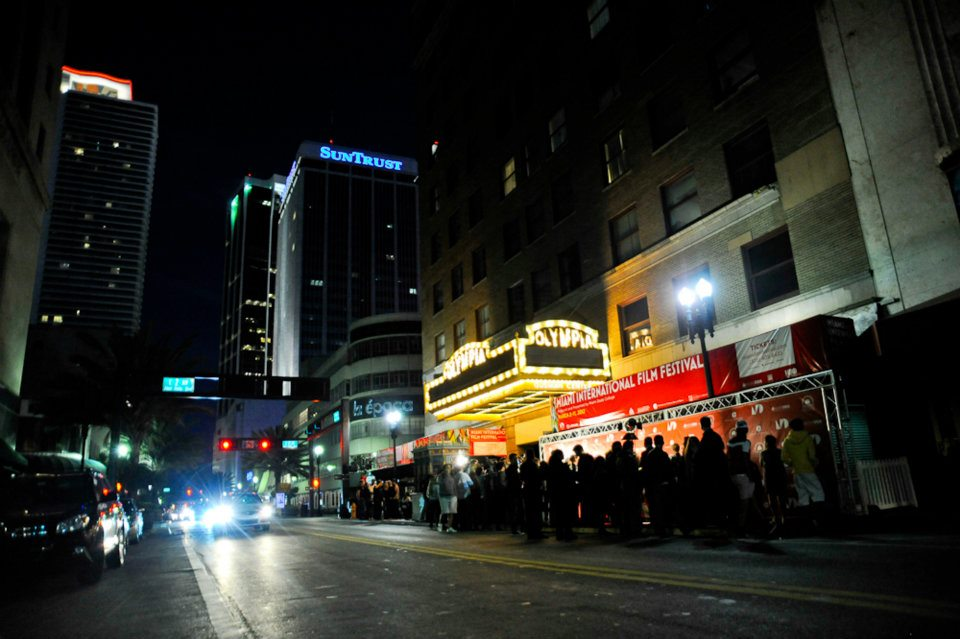
Apertura

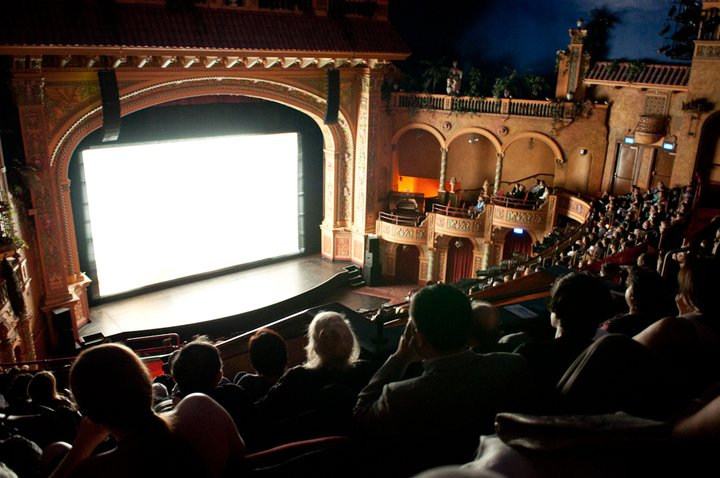
Tancament

## Història
El Festival de Cinema de Miami va debutar el febrer de 1984, sota els auspicis de la Film Society of Miami. Va ser fundada per Nat Chediak i Steven Bowles i dirigida per Chediak durant els seus primers divuit anys, convertint-se en el principal esdeveniment cultural internacional de la ciutat. Quan la ciutat de Miami va fallir, el 1999 la Universitat Internacional de Florida va assumir el control del festival. Desconcertat per l'administració de la FIU després de la pèrdua d'independència de l'esdeveniment, Chediak va abandonar el festival el 2001. El Miami-Dade College va prendre el relleu a finals del 2003 després que la Universitat Internacional de Florida perdés 20 milions de dòlars en finançament estatal i va incórrer en un dèficit de 800.000 dòlars.
Des del 2006, el començament del festival de deu dies de duradaa canviat a principis de març. El Festival ha crescut fins a convertir-se en un festival global amb una assistència anual de més de 70.000 persones. El festival se celebra durant 10 dies consecutius, començant cada any el primer divendres de març. El 2014, el festival va presentar MIFFecito, una presentació de tardor. L'any següent, el festival el va canviar per GEMS Film Festival, un esdeveniment de quatre dies celebrat a l'octubre per presentar "les joies de la temporada de tardor".
Jaie Laplante es va convertir en director de programació el 2011.

## Repercussió
Amb èmfasi en cinema llatinoamericà i europeu ha servit de plataforma de llançament al mercat d'estatunidenc de directors i actors com Pedro Almodóvar, Antonio Banderas, Carmen Maura, Fernando Trueba, Eliseo Subiela, Wim Wenders i Abbas Kiarostami.